# William Neil Rowe
Pour les articles homonymes, voir William Rowe et Rowe.
William Neil Rowe (né le 4 juin 1942) est un avocat, journaliste et homme politique canadien de Terre-Neuve-et-Labrador. Il est député et ministre provincial libéral jusqu'en 1982.

## Biographie
Né à Grand Bank à Terre-Neuve, Rowe étudie à l'Université Memorial de Terre-Neuve où il obtient un Bachelor of Arts. Il termine aussi un Bachelor of Law de l'Université du Nouveau-Brunswick grâce à une bourse Sir James Hamet Dunn (en). Avec une bourse Rhodes et gradue avec honneurs avec un M.A. en droit de l'Université d'Oxford.
Il entre en politique et est élu à la Chambre d'assemblée de Terre-Neuve-et-Labrador à l'âge de 24 ans. À 36 ans, il entre au conseil de ministre dans le gouvernement de Joey Smallwood. Plus tard, il sert comme chef de l'opposition (en) entre 1977 à 1979. Durant cette période, le jeune Brian Tobin fait partie de ses soutiens.
Défait lors de l'élection de 1982, Rowe retourne à la pratique du droit. Il se concentre sur la résolution d'arbitrage de travail à Saint-Jean. Durant les années 1980, il est engagé par le ministère fédérale du Revenu national afin d'enquêter sur les problèmes de perception des impôts pour les pêcheurs. Il est fait conseiller de la Reine en 2007.
Rowe est également un diffuseur à la radio où il contribue entre autres à la mise en lumière du scandale de l'Orphelinat du Mount Cashel. Il est également journaliste pour le The Telegram et pour le Western Star (en) de Corner Brook.
En 2004, il est nommé par le premier ministre Danny Williams en tant que représentant à Ottawa pour le conseiller lors des négociations avec le Gouvernement du Canada concernant l'Accord de l'Atlantique.
Rowe est également auteur de:
- Clapp's Rock, nouvelle publié par McClelland & Stewart (en) de Toronto
- The Temptation of Victor Galanti, nouvelle publié par McClelland & Stewart
- Is That You, Bill?, volume d'essais sur la politique et les affaires publiques publié par Jesperson Press de Saint-Jean
- Danny Williams: The War with Ottawa, publié en 2010 par Flanker Press
- Danny Williams, Please Come Back, compilation de colonnes et commentaires publié en 2011 par Flanker Press[3]

Annonçant prendre sa retraite des ondes de VOCM (AM) (en) en juin 2011, il est rappelé lors du départ de Randy Simms (en) en raison de ses propos controversés fait à l'encontre du chef Simeon de la communauté innue de Natuashish en mars 2013.